# Crostwight
Crostwight är en by i civil parish Honing, i distriktet North Norfolk, i grevskapet Norfolk i England. Byn är belägen 6 km från North Walsham. Crostwight var en civil parish fram till 1935 när blev den en del av Honing. Civil parish hade 61 invånare år 1931. Byn nämndes i Domedagsboken (Domesday Book) år 1086, och kallades då Crostwit.